# Любомирский, Анджей
Анджей Любомирский (22 июля 1862, Пшеворск — 29 ноября 1953, Жакарезинью в Бразилии) — польский депутат, литературный куратор, общественный, экономический и социальный деятель. Третий и последний ординат Пшеворский (1872—1944).

## Биография
Представитель польского княжеского рода Любомирских герба «Дружина». Старший сын князя Ежи Герика Любомирского (1817—1872), 2-го ордиана Пшеворского (1850—1872) и Сесилии Замойской (1831—1904). Младший брат — галицкий политик и дипломат Казимир Любомирский.
В 1872 году после смерти своего отца Анджей Любомирский унаследовал Пшеворскую ординацию и имение Корчина.
Имел учёную степень доктора права. Был одним из руководителей консерваторов в Королевстве Галиции и Лодомерии. Куратор Оссолинеума во Львове.
С 1887 года — член верхней палата рейхстага Австро-Венгрии — «Палаты Господ».
С 1897 года — председатель Галицкого Музыкального Общества во Львове.
С 1898 года — посол (депутат) Галицкого Сейма, с 1907 года — депутат венского парламента.
В 1889—1901 годах Анджей Любомирский был консерватором памятников старины и искусства в Западной Галиции.
С 1904 года — президент Лиги помощи промышленности Галиции.
В 1914 году, как представитель «Подоляков», был членом восточной секции Главного Национального Комитета в Кракове.
Эксперт польской делегации на мирной конференции в Париже в 1919 году по экономическим вопросам.

## Семья и дети
5 мая 1885 года в Кракове женился на графине Элеоноре Терезе Ядвиге Гусаржевской (5 июня 1866—1940), дочери Юзефа Гусаржевского (1840—1892) и Каролины Яблоновской (1842—1892). Их дети:
- Елена Мария Луиза (1886—1939), замужем с 1910 года за графом Станиславом Сераковским (1881—1939)
- Ежи Рафаил Альфред (1887—1978), женат с 1927 года Анне Виламовской (1908—1978)
- Тереза Изабелла Каролина (1888—1964), замужем с 1909 года за князем Евстафием Каетаном Сапегой-Ружанским (1881—1963)
- Мария Инносента Ева (1894—1979), замужем с 1922 года за графом Станиславом Потулицким (1893—1988).